# Camille Morineau
Pour les articles homonymes, voir Morineau.
Camille Morineau est une commissaire d'exposition, conservatrice du patrimoine et directrice artistique française.
Pendant ses dix ans de poste en musée national d'Art moderne, dans le Centre national d'art et de culture Georges-Pompidou à Paris, elle est notamment la commissaire de l'exposition elles@centrepompidou. De 2016 à 2019, elle est directrice des collections et des expositions de la Monnaie de Paris. En novembre 2020, elle est nommée Présidente du Conseil d'administration de l'École du Louvre.

## Biographie

### Jeunesse et études
Camille Morineau étudie l'histoire à l'École normale supérieure de la rue d'Ulm (promotion 1987). Elle part enseigner le français aux États-Unis et y découvre les études de genre. Elle intègre ensuite l'Institut national du patrimoine à Paris. 

### Parcours professionnel
Conservatrice au musée national d'Art moderne, dans le Centre national d'art et de culture Georges-Pompidou à Paris, elle fait entrer des œuvres féministes dans les collections. Elle est commissaire des expositions Yves Klein, Gerhard Richter, Roy Lichtenstein et dirige l'accrochage elles@centrepompidou, composé uniquement d’œuvres d'artistes femmes de la collection. Elle quitte le musée et consacre une rétrospective, au Grand Palais à Paris, à Niki de Saint Phalle. L'exposition voyage au Musée Guggenheim à Bilbao, à Tokyo, au Danemark et en Finlande. 
Parallèlement, elle enseigne à l'École du Louvre et, en 2014, elle fonde l'association AWARE (Archives of Women Artists, Research and Exhibitions) qui vise à replacer les artistes femmes du XXe siècle dans l'histoire de l'art.
En décembre 2016, elle est nommée à la direction des collections et des expositions de la Monnaie de Paris où elle organise l'exposition Women House, qui regroupe quarante artistes femmes explorant l'espace domestique,. L'exposition voyage ensuite au National Museum of Women in the Arts, à Washington. 
En octobre 2019, la Monnaie de Paris ayant décidé de supprimer son programme d'expositions d'art contemporain,, Camille Morineau quitte son poste de directrice des expositions et des collections de l'institution. Cette décision intervient quelques semaines après l'ouverture de l'exposition rétrospective de l'artiste Kiki Smith.

## Distinction
Chevalier de la Légion d'honneur
Camille Morineau est promue chevalière de la Légion d'honneur en janvier 2020.